# Everwaiting Serenade
Everwaiting Serenade est un groupe luxembourgeois de heavy metal.

## Histoire
Le groupe est formé en 2005. Le chanteur Julien Primout était déjà actif dans des groupes tels que Hot Buddha et Disciples of Zypher. L'année suivante, Everwaiting Serenade sort son premier album The Caress avec le producteur Charel Stoltz. En 2008, le groupe remporte l'édition luxembourgeoise du concours Metal Battle, ce qui leur permet de jouer au festival allemand Wacken Open Air.
Le 13 mars 2009, son album Lungwork sort sur le label musical de Wolzer Granny Records et remarqué par la presse spécialisée,,,,. Lors de la soirée de sortie à la Kulturfabrik, le groupe est soutenu par ExInferis, Fast Friday et Miles to Perdition. Le 28 mai 2011, l'EP All Rise sort. La même année, un clip pour la chanson Overflow est également tourné.
Les 17 et 18 octobre 2015, le groupe fête ses 10 ans aux côtés de Versus You. Le 25 janvier 2019, Everwaiting Serenade et Falling Promises s'unissent pour former le supergroupe Fallen Serenade.
Le chanteur Julien Primout est également actif en tant que rappeur dans le groupe de hip-hop Freshdax.

## Discographie

### Albums studio
- 2009 : Lungwork
- 2015 : No Harbor

### EP
- 2006 : The Caress
- 2011 : All Rise

### Singles
- 2013 : Blanks
- 2013 : Counterweight